# Hatcher Island
Hatcher Island ist eine Insel vor der Scott-Küste des ostantarktischen Viktorialands. In der Gruppe der Dailey Islands liegt sie unmittelbar östlich von Juergens Island und 3 km östlich von West Dailey Island.
Das Advisory Committee on Antarctic Names benannte sie 2001 nach John H. Hatcher III. vom Unternehmen Antarctic Support Associates, der 1991 die Müllentsorgung im Rahmen des United States Antarctic Program initiiert und bis 1999 verwaltet hatte.